# Metall refractari
| H  |    |    |    |    |    |    |    |    |    |    |    |    |    |    |    |    |    | He |
| Li | Be |    |    |    |    |    |    |    |    |    |    |    | B  | C  | N  | O  | F  | Ne |
| Na | Mg |    |    |    |    |    |    |    |    |    |    |    | Al | Si | P  | S  | Cl | Ar |
| K  | Ca | Sc |    | Ti | V  | Cr | Mn | Fe | Co | Ni | Cu | Zn | Ga | Ge | As | Se | Br | Kr |
| Rb | Sr | Y  |    | Zr | Nb | Mo | Tc | Ru | Rh | Pd | Ag | Cd | In | Sn | Sb | Te | I  | Xe |
| Cs | Ba | La | *  | Hf | Ta | W  | Re | Os | Ir | Pt | Au | Hg | Tl | Pb | Bi | Po | At | Rn |
| Fr | Ra | Ac | ** | Rf | Db | Sg | Bh | Hs | Mt | Ds | Rg |    |    |    |    |    |    |    |
|    |    |    | *  | Ce | Pr | Nd | Pm | Sm | Eu | Gd | Tb | Dy | Ho | Er | Tm | Yb | Lu |    |
|    |    |    | ** | Th | Pa | U  | Np | Pu | Am | Cm | Bk | Cf | Es | Fm | Md | No | Lr |    |
| -- | -- | -- | -- | -- | -- | -- | -- | -- | -- | -- | -- | -- | -- | -- | -- | -- | -- | -- |

| Metalls refractaris | Definició estesa de metalls refractaris | Metal·loides refractaris |

Els metalls refractaris són una classe de metalls que són extraordinàriament resistents a la calor i al desgast. L'expressió s'utilitza principalment en el context de ciència dels materials, metal·lúrgia i enginyeria. La definició de quins elements pertanyen en aquest grup varia. La definició més comuna inclou cinc elements: dos del període 5 (el niobi i el molibdè) i tres del sisè període (el tàntal, el tungstè i el reni). Tots comparteixen algunes propietats, com punts de fusió per sobre dels 2000 °C i alta duresa a temperatura ambient. Són químicament inerts i tenen una densitat relativament alta. El seu alt punt de fusió fa que la pulverimetal·lúrgia sigui el mètode per fabricar components amb aquests metalls. Algunes de les seves aplicacions són eines per treballar metalls a altes temperatures, cables, fer de motlles i d'atuell per a reaccions químics en ambients corrosius. Parcialment a causa de l'alt punt de fusió, els metalls refractaris són estables davant deformació per fluència lenta a altes temperatures.